# Moosleerau
Moosleerau is een gemeente en plaats in het Zwitserse kanton Aargau en maakt deel uit van het district Zofingen.
Moosleerau telt 922 inwoners.